# 小颚多齿鳞虫
小颚多齿鳞虫（学名：Polyodontes maxillosus）为蠕鳞虫科多齿鳞虫属的动物。分布于大西洋北部、红海，包括黄海、东海、南海等海域。